# Campiones d'individual femení del Torneig de Wimbledon
El torneig de Wimbledon o The Championships, Wimbledon és el torneig de tennis més antic del món, i generalment es considera el més prestigiós. La primera edició del torneig es va l'any 1887 i des de llavors, sempre sobre pista de gespa del club All England Lawn Tennis and Croquet Club del barri de Wimbledon, Londres, Anglaterra. Es tracta d'un dels quatre tornejos Grand Slams de tennis.
Sempre s'ha disputat en el mateix club de tennis, que inicialment estava situat a Worple Road, però el 1922 es va traslladar a Church Road. Durant tota la seva història hi ha hagut dos períodes en què no s'ha disputat: 1915-18 per la Primera Guerra Mundial i 1940-45 per la Segona Guerra Mundial.
La competició individual femenina es va afegir al torneig l'any 1884, set anys després de la seva creació, el 1877. Fins a l'any 1922, la campiona accedia directament a la final de la següent edició mentre totes les altres tennistes lluitaven per ser l'altra finalista. En cas d'absència de la campiona de l'edició anterior, la vencedora de les rondes prèvies per accedir a la final era proclamada campiona del torneig. Les vencedores reben una enciamera de plata esterlina coneguda amb el sobrenom de "Venus Rosewater Dish". L'enciamera és de 48 cm de diàmetre i està decorada amb figures mitològiques.

## Palmarès

### Era amateur
Fins a l'any 1922, la campiona accedia directament a la final de l'edició següent.

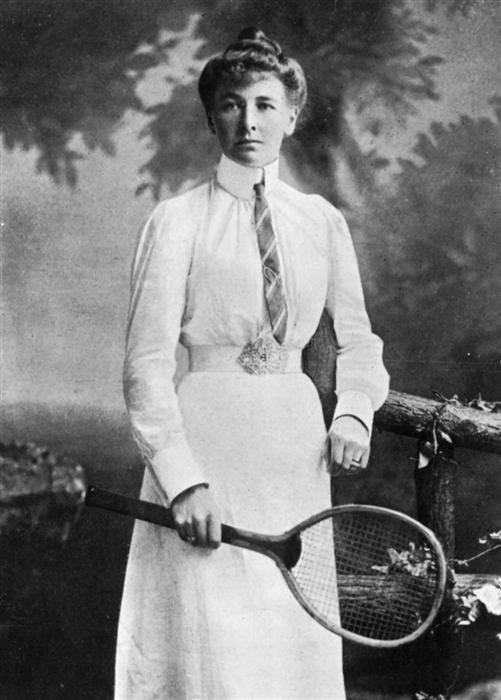
Charlotte Cooper Sterry va guanyar cinc títols individuals.

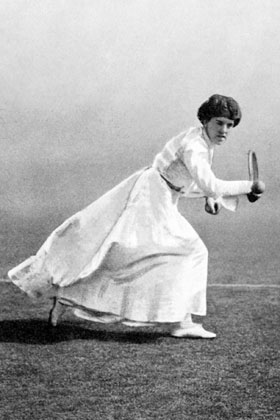
Dorothea Douglass Lambert Chambers va disputar onze finals de les quals va vèncer en set.

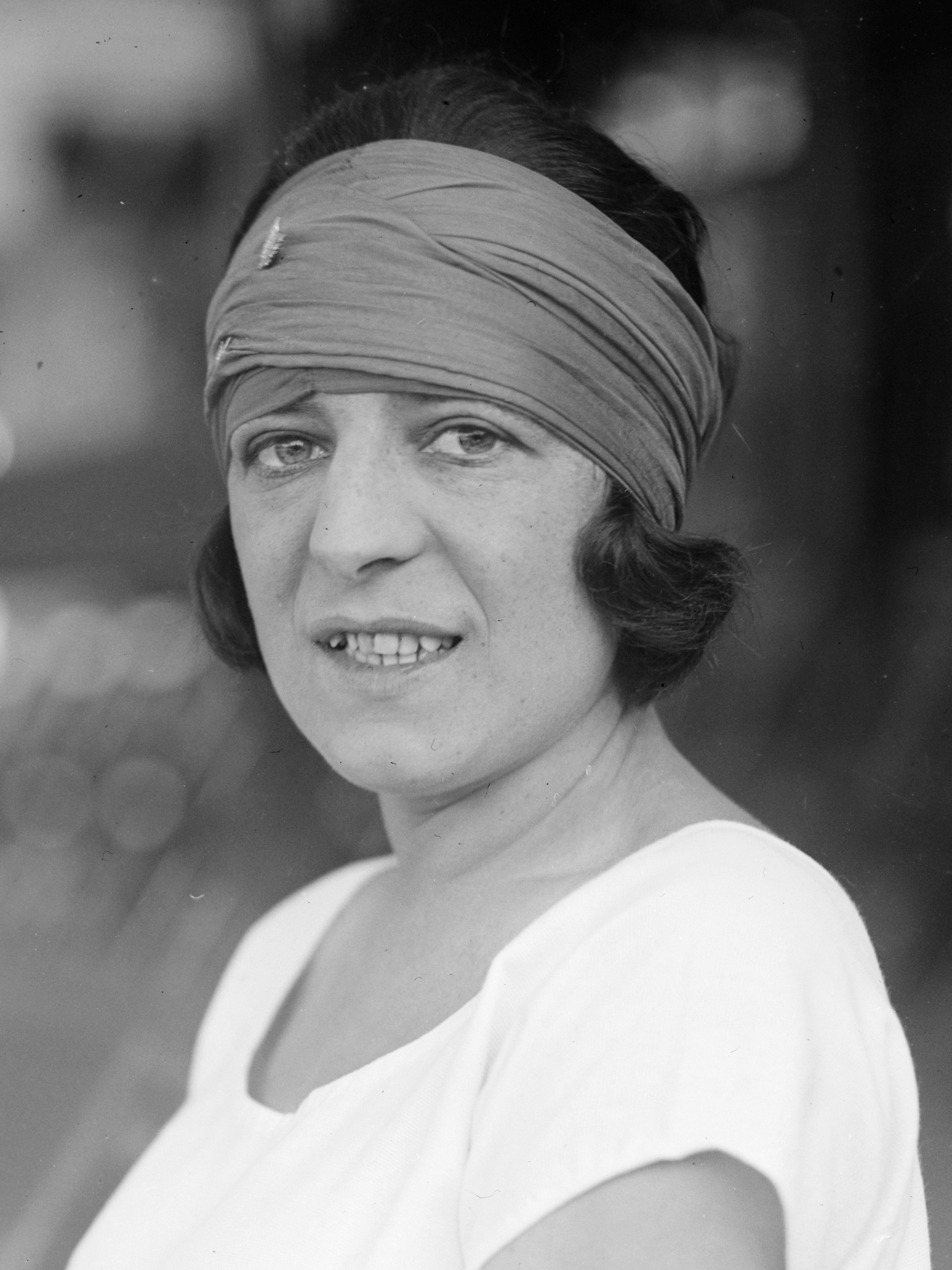
Suzanne Lenglen va aconseguir sis títols, cinc d'ells consecutius.

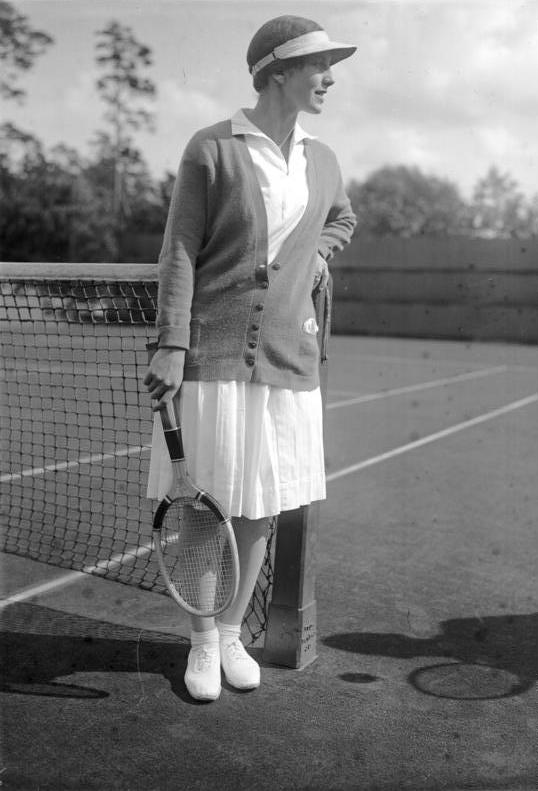
Helen Wills Moody va guanyar vuit títols.

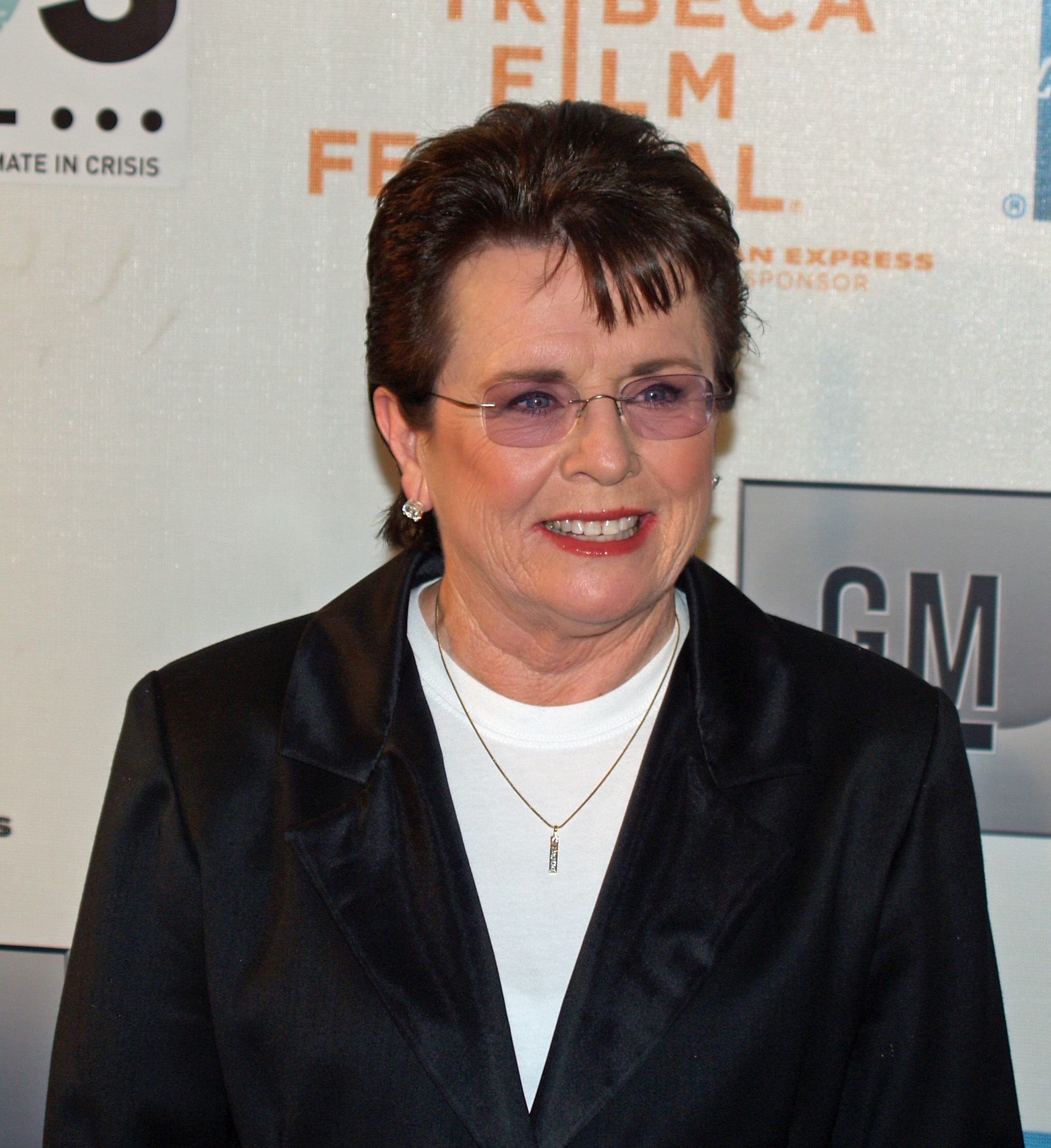
Billie Jean King va aconseguir sis campionats.

| Any  | Vencedora                                      | Finalista                                      | Resultat                                       |
| ---- | ---------------------------------------------- | ---------------------------------------------- | ---------------------------------------------- |
| 1884 | Maud Watson                                    | Lillian Watson                                 | 6−8, 6−3, 6−3                                  |
| 1885 | Maud Watson (2)                                | Blanche Bingley                                | 6−1, 7−5                                       |
| 1886 | Blanche Bingley                                | Maud Watson                                    | 6−3, 6−3                                       |
| 1887 | Lottie Dod                                     | Blanche Bingley                                | 6−2, 6−0                                       |
| 1888 | Lottie Dod                                     | Blanche Bingley                                | 6−3, 6−3                                       |
| 1889 | Blanche Bingley                                | Helen Rice                                     | 4−6, 8−6, 6−4                                  |
| 1890 | Helen Rice                                     | May Jacks                                      | 6−4, 6−1                                       |
| 1891 | Lottie Dod                                     | Blanche Bingley                                | 6−2, 6−1                                       |
| 1892 | Lottie Dod                                     | Blanche Bingley                                | 6−1, 6−1                                       |
| 1893 | Lottie Dod (5)                                 | Blanche Bingley                                | 6−8, 6−1, 6−4                                  |
| 1894 | Blanche Bingley                                | Edith Austin                                   | 6−1, 6−1                                       |
| 1895 | Charlotte Cooper                               | Helen Jackson                                  | 7−5, 8−6                                       |
| 1896 | Charlotte Cooper                               | Alice Simpson Pickering                        | 6−2, 6−3                                       |
| 1897 | Blanche Bingley                                | Charlotte Cooper                               | 5−7, 7−5, 6−2                                  |
| 1898 | Charlotte Cooper                               | Louise Martin                                  | 6−4, 6−4                                       |
| 1899 | Blanche Bingley                                | Charlotte Cooper                               | 6−2, 6−3                                       |
| 1900 | Blanche Bingley (6)                            | Charlotte Cooper                               | 4−6, 6−4, 6−4                                  |
| 1901 | Charlotte Cooper                               | Blanche Bingley                                | 6−2, 6−2                                       |
| 1902 | Muriel Robb                                    | Charlotte Cooper                               | 7−5, 6−1                                       |
| 1903 | Dorothea Douglass                              | Ethel Thomson                                  | 4−6, 6−4, 6−2                                  |
| 1904 | Dorothea Douglass                              | Charlotte Cooper                               | 6−0, 6−3                                       |
| 1905 | May Sutton Bundy                               | Dorothea Douglass                              | 6−3, 9−7                                       |
| 1906 | Dorothea Douglass                              | May Sutton Bundy                               | 6−3, 9−7                                       |
| 1907 | May Sutton Bundy (2)                           | Dorothea Lambert                               | 6−1, 6−4                                       |
| 1908 | Charlotte Cooper (5)                           | Agatha Morton                                  | 6−4, 6−4                                       |
| 1909 | Dora Boothby                                   | Agatha Morton                                  | 6−4, 4−6, 8−6                                  |
| 1910 | Dorothea Lambert                               | Dora Boothby                                   | 6−2, 6−2                                       |
| 1911 | Dorothea Lambert                               | Dora Boothby                                   | 6−0, 6−0                                       |
| 1912 | Ethel Larcombe                                 | Charlotte Cooper                               | 6−3, 6−1                                       |
| 1913 | Dorothea Lambert                               | Winifred McNair                                | 6−0, 6−4                                       |
| 1914 | Dorothea Lambert (7)                           | Ethel Larcombe                                 | 7−5, 6−4                                       |
| 1915 | Sense competició per la Primera Guerra Mundial | Sense competició per la Primera Guerra Mundial | Sense competició per la Primera Guerra Mundial |
| 1916 | Sense competició per la Primera Guerra Mundial | Sense competició per la Primera Guerra Mundial | Sense competició per la Primera Guerra Mundial |
| 1917 | Sense competició per la Primera Guerra Mundial | Sense competició per la Primera Guerra Mundial | Sense competició per la Primera Guerra Mundial |
| 1918 | Sense competició per la Primera Guerra Mundial | Sense competició per la Primera Guerra Mundial | Sense competició per la Primera Guerra Mundial |
| 1919 | Suzanne Lenglen                                | Dorothea Lambert                               | 10−8, 4−6, 9−7                                 |
| 1920 | Suzanne Lenglen                                | Dorothea Lambert                               | 6−3, 6−0                                       |
| 1921 | Suzanne Lenglen                                | Elizabeth Ryan                                 | 6−2, 6−0                                       |
| 1922 | Suzanne Lenglen                                | Molla Mallory                                  | 6−2, 6−0                                       |
| 1923 | Suzanne Lenglen                                | Kathleen McKane                                | 6−2, 6−2                                       |
| 1924 | Kathleen McKane                                | Helen Wills−Moody                              | 4−6, 6−4, 6−4                                  |
| 1925 | Suzanne Lenglen (6)                            | Joan Fry                                       | 6−2, 6−0                                       |
| 1926 | Kathleen McKane (2)                            | Lilí Álvarez                                   | 6−2, 4−6, 6−3                                  |
| 1927 | Helen Wills−Moody                              | Lilí Álvarez                                   | 6−2, 6−4                                       |
| 1928 | Helen Wills−Moody                              | Lilí Álvarez                                   | 6−2, 6−3                                       |
| 1929 | Helen Wills−Moody                              | Helen Hull Jacobs                              | 6−1, 6−2                                       |
| 1930 | Helen Wills−Moody                              | Elizabeth Ryan                                 | 6−2, 6−2                                       |
| 1931 | Cilly Aussem                                   | Hilde Sperling                                 | 6−2, 7−5                                       |
| 1932 | Helen Wills−Moody                              | Helen Hull Jacobs                              | 6−3, 6−1                                       |
| 1933 | Helen Wills−Moody                              | Dorothy Round                                  | 6−4, 6−8, 6−3                                  |
| 1934 | Dorothy Round                                  | Helen Hull Jacobs                              | 6−2, 5−7, 6−3                                  |
| 1935 | Helen Wills−Moody                              | Helen Hull Jacobs                              | 6−3, 3−6, 7−5                                  |
| 1936 | Helen Hull Jacobs                              | Hilde Sperling                                 | 6−2, 4−6, 7−5                                  |
| 1937 | Dorothy Round (2)                              | Jadwiga Jedrzejowska                           | 6−2, 2−6, 7−5                                  |
| 1938 | Helen Wills−Moody (8)                          | Helen Hull Jacobs                              | 6−4, 6−0                                       |
| 1939 | Alice Marble                                   | Kay Stammers                                   | 6−2, 6−0                                       |
| 1940 | Sense competició per la Segona Guerra Mundial  | Sense competició per la Segona Guerra Mundial  | Sense competició per la Segona Guerra Mundial  |
| 1941 | Sense competició per la Segona Guerra Mundial  | Sense competició per la Segona Guerra Mundial  | Sense competició per la Segona Guerra Mundial  |
| 1942 | Sense competició per la Segona Guerra Mundial  | Sense competició per la Segona Guerra Mundial  | Sense competició per la Segona Guerra Mundial  |
| 1943 | Sense competició per la Segona Guerra Mundial  | Sense competició per la Segona Guerra Mundial  | Sense competició per la Segona Guerra Mundial  |
| 1944 | Sense competició per la Segona Guerra Mundial  | Sense competició per la Segona Guerra Mundial  | Sense competició per la Segona Guerra Mundial  |
| 1945 | Sense competició per la Segona Guerra Mundial  | Sense competició per la Segona Guerra Mundial  | Sense competició per la Segona Guerra Mundial  |
| 1946 | Pauline Betz                                   | Louise Brough                                  | 6−2, 6−4                                       |
| 1947 | Margaret duPont                                | Doris Hart                                     | 6−2, 6−4                                       |
| 1948 | Louise Brough                                  | Doris Hart                                     | 6−3, 8−6                                       |
| 1949 | Louise Brough                                  | Margaret duPont                                | 10−8, 1−6, 10−8                                |
| 1950 | Louise Brough                                  | Margaret duPont                                | 6−1, 3−6, 6−1                                  |
| 1951 | Doris Hart                                     | Shirley Fry                                    | 6−1, 6−0                                       |
| 1952 | Maureen Connolly                               | Louise Brough                                  | 6−4, 6−3                                       |
| 1953 | Maureen Connolly                               | Doris Hart                                     | 8−6, 7−5                                       |
| 1954 | Maureen Connolly (3)                           | Louise Brough                                  | 6−2, 7−5                                       |
| 1955 | Louise Brough (4)                              | Beberly Fleitz                                 | 7−5, 8−6                                       |
| 1956 | Shirley Fry                                    | Angela Buxton                                  | 6−3, 6−1                                       |
| 1957 | Althea Gibson                                  | Darlene Hard                                   | 6−3, 6−2                                       |
| 1958 | Althea Gibson (2)                              | Angela Mortimer                                | 8−6, 6−2                                       |
| 1959 | Maria Bueno                                    | Darlene Hard                                   | 6−4, 6−3                                       |
| 1960 | Maria Bueno                                    | Sandra Reynolds                                | 8−6, 6−0                                       |
| 1961 | Angela Mortimer                                | Christine Truman                               | 4−6, 6−4, 7−5                                  |
| 1962 | Karne Susman                                   | Vera Sukova                                    | 6−4, 6−4                                       |
| 1963 | Margaret Smith                                 | Billie Jean King                               | 6−3, 6−4                                       |
| 1964 | Maria Bueno (3)                                | Margaret Smith                                 | 6−4, 7−9, 6−3                                  |
| 1965 | Margaret Smith                                 | Maria Bueno                                    | 6−4, 7−5                                       |
| 1966 | Billie Jean King                               | Maria Bueno                                    | 6−3, 3−6, 6−1                                  |
| 1967 | Billie Jean King                               | Ann Haydon Jones                               | 6−3, 6−4                                       |

### Era Open

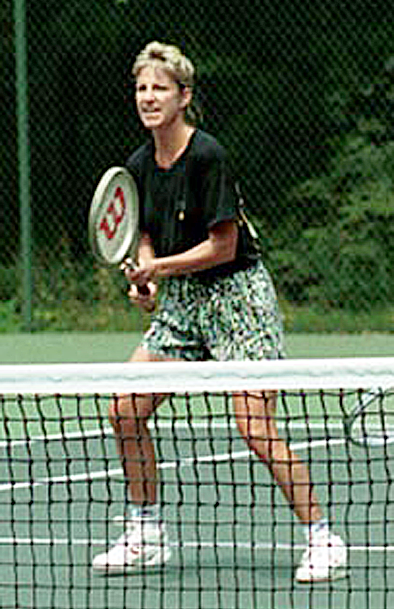
Chris Evert va disputar un total de deu finals però només es va endur tres títols.

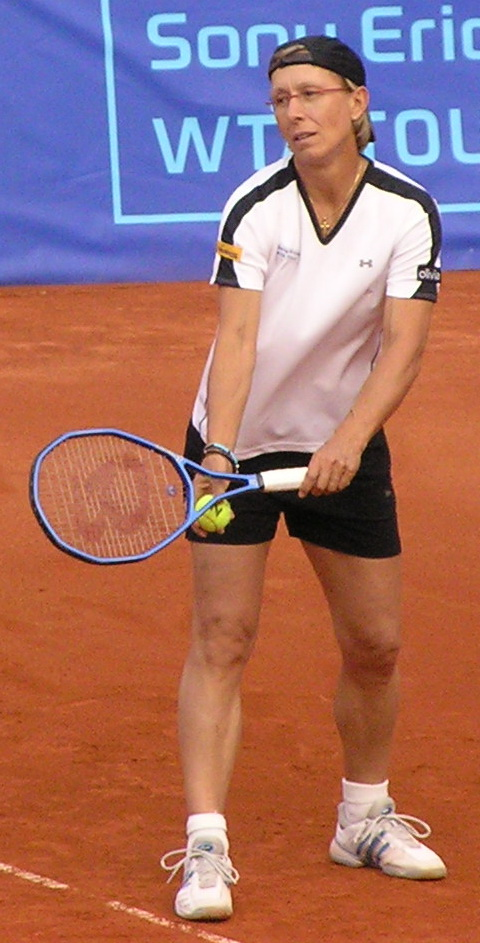
Martina Navrátilová manté el rècord de nou títols individuals, sis d'ells consecutius, més tres finals perdudes.

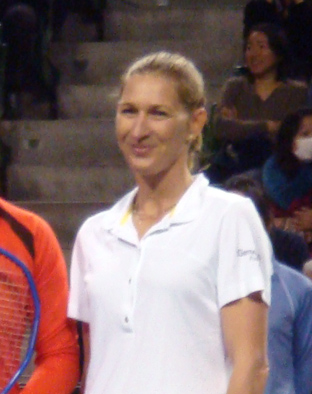
Steffi Graf va guanyar set títols en només nou anys.

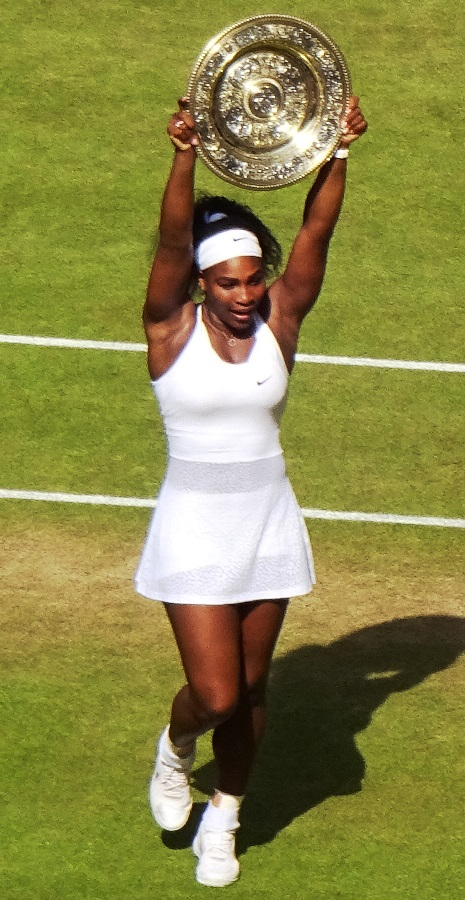
Serena Williams també va guanyar set títols més tres finals.

| Any  | Vencedora                                         | Finalista                                         | Resultat                                          |
| ---- | ------------------------------------------------- | ------------------------------------------------- | ------------------------------------------------- |
| 1968 | Billie Jean King                                  | Judy Tegart                                       | 9−7, 7−5                                          |
| 1969 | Ann Haydon Jones                                  | Billie Jean King                                  | 3−6, 6−3, 6−2                                     |
| 1970 | Margaret Smith Court (3)                          | Billie Jean King                                  | 14−12, 11−9                                       |
| 1971 | Evonne Goolagong                                  | Margaret Smith Court                              | 6−4, 6−1                                          |
| 1972 | Billie Jean King                                  | Evonne Goolagong                                  | 6−3, 6−3                                          |
| 1973 | Billie Jean King                                  | Chris Evert                                       | 6−0, 7−5                                          |
| 1974 | Chris Evert                                       | Olga Morozova                                     | 6−0, 6−4                                          |
| 1975 | Billie Jean King (6)                              | Evonne Goolagong                                  | 6−0, 6−1                                          |
| 1976 | Chris Evert                                       | Evonne Goolagong                                  | 6−3, 4−6, 8−6                                     |
| 1977 | Virginia Wade                                     | Betty Stove                                       | 4−6, 6−3, 6−1                                     |
| 1978 | Martina Navrátilová                               | Chris Evert                                       | 2−6, 6−4, 7−5                                     |
| 1979 | Martina Navrátilová                               | Chris Evert                                       | 6−4, 6−4                                          |
| 1980 | Evonne Goolagong (2)                              | Chris Evert                                       | 6−1, 7−6(4)                                       |
| 1981 | Chris Evert (3)                                   | Hana Mandlíková                                   | 6−2, 6−2                                          |
| 1982 | Martina Navrátilová                               | Chris Evert                                       | 6−1, 3−6, 6−2                                     |
| 1983 | Martina Navrátilová                               | Andrea Jagger                                     | 6−0, 6−3                                          |
| 1984 | Martina Navrátilová                               | Chris Evert                                       | 7−6(5), 6−2                                       |
| 1985 | Martina Navrátilová                               | Chris Evert                                       | 4−6, 6−3, 6−2                                     |
| 1986 | Martina Navrátilová                               | Hana Mandlíková                                   | 7−6(1), 6−3                                       |
| 1987 | Martina Navrátilová                               | Steffi Graf                                       | 7−5, 6−3                                          |
| 1988 | Steffi Graf                                       | Martina Navrátilová                               | 5−7, 6−2, 6−1                                     |
| 1989 | Steffi Graf                                       | Martina Navrátilová                               | 6−2, 6−7(1), 6−1                                  |
| 1990 | Martina Navrátilová (9)                           | Zina Garrison                                     | 6−4, 6−1                                          |
| 1991 | Steffi Graf                                       | Gabriela Sabatini                                 | 6−4, 3−6, 8−6                                     |
| 1992 | Steffi Graf                                       | Monica Seles                                      | 6−2, 6−1                                          |
| 1993 | Steffi Graf                                       | Jana Novotná                                      | 7−6(6), 1−6, 6−4                                  |
| 1994 | Conchita Martínez                                 | Martina Navrátilová                               | 6−4, 3−6, 6−3                                     |
| 1995 | Steffi Graf                                       | Arantxa Sánchez Vicario                           | 4−6, 6−1, 7−5                                     |
| 1996 | Steffi Graf (7)                                   | Arantxa Sánchez Vicario                           | 6−3, 7−5                                          |
| 1997 | Martina Hingis                                    | Jana Novotná                                      | 2−6, 6−3, 6−3                                     |
| 1998 | Jana Novotna                                      | Nathalie Tauziat                                  | 6−4, 7−6(2)                                       |
| 1999 | Lindsay Davenport                                 | Steffi Graf                                       | 6−4, 7−5                                          |
| 2000 | Venus Williams                                    | Lindsay Davenport                                 | 6−3, 7−6(3)                                       |
| 2001 | Venus Williams                                    | Justine Henin                                     | 6−1, 3−6, 6−0                                     |
| 2002 | Serena Williams                                   | Venus Williams                                    | 7−6(4), 6−3                                       |
| 2003 | Serena Williams                                   | Venus Williams                                    | 4−6, 6−4, 6−2                                     |
| 2004 | Maria Xaràpova                                    | Serena Williams                                   | 6−1, 6−4                                          |
| 2005 | Venus Williams                                    | Lindsay Davenport                                 | 4−6, 7−6(4), 9−7                                  |
| 2006 | Amélie Mauresmo                                   | Justine Henin                                     | 2−6, 6−3, 6−4                                     |
| 2007 | Venus Williams                                    | Marion Bartoli                                    | 6−4, 6−1                                          |
| 2008 | Venus Williams (5)                                | Serena Williams                                   | 7−5, 6−4                                          |
| 2009 | Serena Williams                                   | Venus Williams                                    | 7−6(3), 6−2                                       |
| 2010 | Serena Williams                                   | Vera Zvonariova                                   | 6−3, 6−2                                          |
| 2011 | Petra Kvitová                                     | Maria Xaràpova                                    | 6−3, 6−4                                          |
| 2012 | Serena Williams                                   | Agnieszka Radwańska                               | 6−1, 5−7, 6−2                                     |
| 2013 | Marion Bartoli                                    | Sabine Lisicki                                    | 6−1, 6−4                                          |
| 2014 | Petra Kvitová (2)                                 | Eugenie Bouchard                                  | 6−3, 6−0                                          |
| 2015 | Serena Williams                                   | Garbiñe Muguruza                                  | 6−4, 6−4                                          |
| 2016 | Serena Williams (7)                               | Angelique Kerber                                  | 7−5, 6−3                                          |
| 2017 | Garbiñe Muguruza                                  | Venus Williams                                    | 7−5, 6−0                                          |
| 2018 | Angelique Kerber                                  | Serena Williams                                   | 6−3, 6−3                                          |
| 2019 | Simona Halep                                      | Serena Williams                                   | 6−2, 6−2                                          |
| 2020 | Torneig suspès a causa de la pandèmia de COVID-19 | Torneig suspès a causa de la pandèmia de COVID-19 | Torneig suspès a causa de la pandèmia de COVID-19 |
| 2021 | Ashleigh Barty                                    | Karolína Plísková                                 | 6−3, 6−7(4), 6−3                                  |
| 2022 | Ielena Ribàkina                                   | Ons Jabeur                                        | 3−6, 6−2, 6−2                                     |
| 2023 | Markéta Vondrousová                               | Ons Jabeur                                        | 6−4, 6−4                                          |
| 2024 | Barbora Krejčíková                                | Jasmine Paolini                                   | 6−2, 2−6, 6−4                                     |
| 2025 | Iga Świątek                                       | Amanda Anisimova                                  | 6−0, 6−0                                          |

## Estadístiques

### Campiones múltiples
| Tennistes en actiu |

| Tennista                 | Era Amateur | Era Open | Total | Anys                                                 |
| ------------------------ | ----------- | -------- | ----- | ---------------------------------------------------- |
| Martina Navrátilová      | 0           | 9        | 9     | 1978, 1979, 1982, 1983, 1984, 1985, 1986, 1987, 1990 |
| Helen Wills Moody        | 8           | 0        | 8     | 1927, 1928, 1929, 1930, 1932, 1933, 1935, 1938       |
| Dorothea Chambers        | 7           | 0        | 7     | 1903, 1904, 1906, 1910, 1911, 1913, 1914             |
| / Steffi Graf            | 0           | 7        | 7     | 1988, 1989, 1991, 1992, 1993, 1995, 1996             |
| Serena Williams          | 0           | 7        | 7     | 2002, 2003, 2009, 2010, 2012, 2015, 2016             |
| Blanche Bingley          | 6           | 0        | 6     | 1886, 1889, 1894, 1897, 1899, 1900                   |
| Billie Jean King         | 2           | 4        | 6     | 1966, 1967, 1968, 1972, 1973, 1975                   |
| Suzanne Lenglen          | 6           | 0        | 6     | 1919, 1920, 1921, 1922, 1923, 1925                   |
| Charlotte Cooper Sterry  | 5           | 0        | 5     | 1895, 1896, 1898, 1901, 1908                         |
| Lottie Dod               | 5           | 0        | 5     | 1887, 1888, 1891, 1892, 1893                         |
| Venus Williams           | 0           | 5        | 5     | 2000, 2001, 2005, 2007, 2008                         |
| Louise Brough Clapp      | 4           | 0        | 4     | 1948, 1949, 1950, 1954                               |
| Maureen Connolly Brinker | 3           | 0        | 3     | 1952, 1953, 1954                                     |
| Maria Bueno              | 3           | 0        | 3     | 1959, 1960, 1964                                     |
| Chris Evert              | 0           | 3        | 3     | 1974, 1976, 1981                                     |
| Margaret Smith Court     | 2           | 1        | 3     | 1963, 1965, 1970                                     |
| Evonne Goolagong Cawley  | 0           | 2        | 2     | 1971, 1980                                           |
| Althea Gibson            | 2           | 0        | 2     | 1957, 1958                                           |
| Petra Kvitová            | 0           | 2        | 2     | 2011, 2014                                           |
| Kathleen McKane Godfree  | 2           | 0        | 2     | 1924, 1926                                           |
| May Sutton Bundy         | 2           | 0        | 2     | 1905, 1907                                           |
| Maud Watson              | 2           | 0        | 2     | 1884, 1885                                           |

### Campiones per estats
| Estats desapareguts |

| Estat                 | Era amateur | Era Open | Total | Primer títol | Últim títol |
| --------------------- | ----------- | -------- | ----- | ------------ | ----------- |
| Estats Units          | 28          | 29       | 57    | 1905         | 2016        |
| Regne Unit            | 34          | 2        | 36    | 1884         | 1977        |
| França                | 6           | 2        | 8     | 1919         | 2013        |
| Alemanya 1            | 1           | 6        | 7     | 1931         | 2018        |
| Austràlia             | 2           | 4        | 6     | 1963         | 2021        |
| Txèquia               | 0           | 5        | 5     | 1998         | 2024        |
| Brasil                | 3           | 0        | 3     | 1959         | 1964        |
| Alemanya Occidental 1 | 0           | 2        | 2     | 1988         | 1989        |
| Espanya               | 0           | 2        | 2     | 1994         | 2017        |
| Kazakhstan            | 0           | 1        | 1     | 2022         | 2022        |
| Romania               | 0           | 1        | 1     | 2019         | 2019        |
| Rússia                | 0           | 1        | 1     | 2004         | 2004        |
| Suïssa                | 0           | 1        | 1     | 1997         | 1997        |